# Al otro lado
Al otro lado é um filme de drama mexicano de 2004 dirigido e escrito por Gustavo Loza. Foi selecionado como representante do México à edição do Oscar 2005, organizada pela Academia de Artes e Ciências Cinematográficas.

## Elenco
- Carmen Maura
- Héctor Suárez
- Vanessa Bauche
- Susana González